# Triadillo sarawakensis
Triadillo sarawakensis är en kräftdjursart som beskrevs av Schultz 1982A. Triadillo sarawakensis ingår i släktet Triadillo och familjen Armadillidae. Inga underarter finns listade i Catalogue of Life.